# Франк, Глеб Михайлович

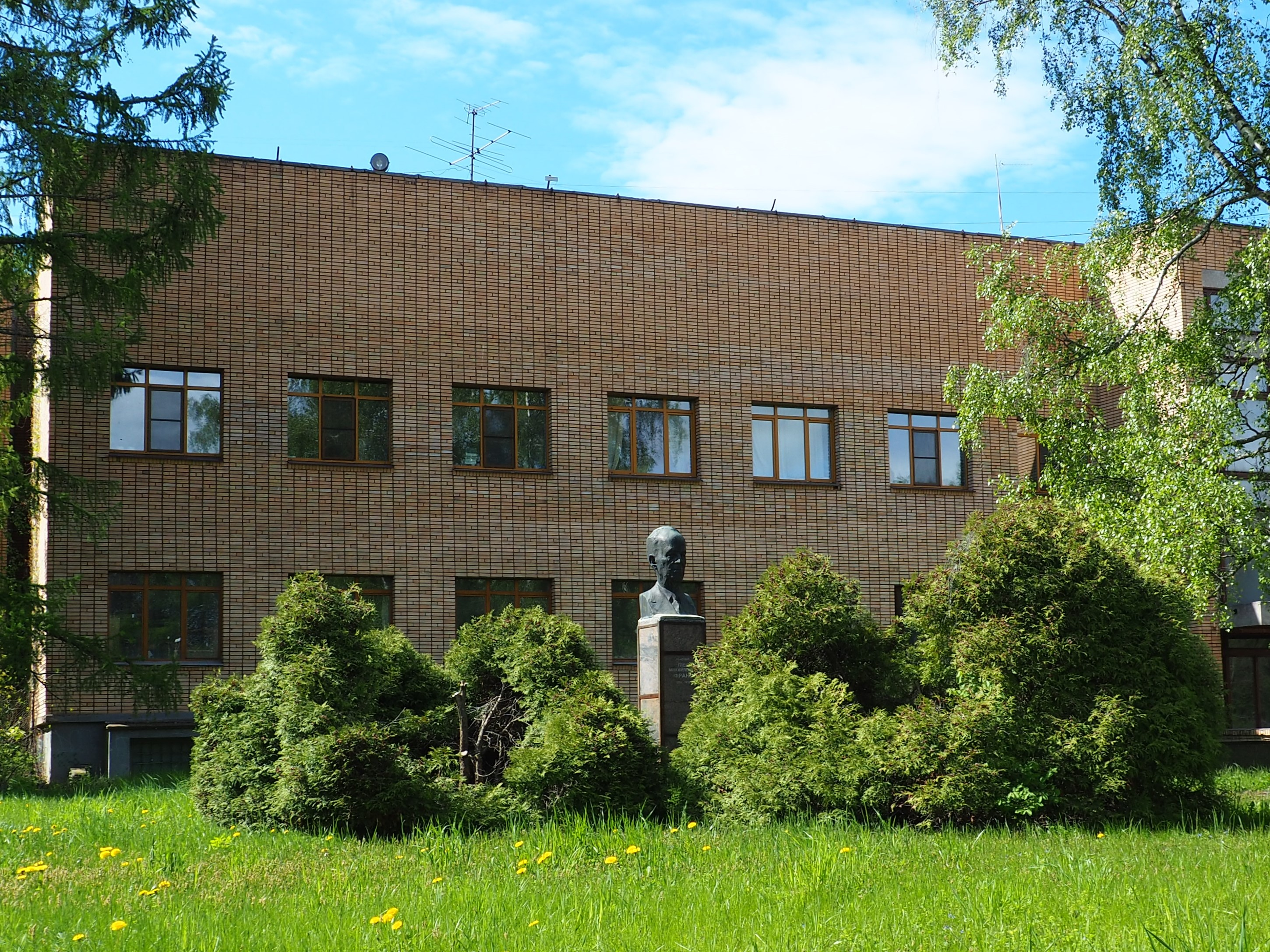
Памятник на могиле академика Г.М. Франка

Глеб Михайлович Франк (11 [24] мая 1904, Нижний Новгород, Российская империя — 10 октября 1976, Москва, СССР) — советский биофизик. 
Сын М. Л. Франка, брат И. М. Франка, племянник С. Л. Франка и Л. В. Зака.

## Биография
Родился 11 (24 мая) 1904 года в Нижнем Новгороде. Окончил Крымский университет (1925). В 1929—1933 годах работал в ЛФТИ. В 1933—1946 заведующий биофизическим отделом ВИЭМ. В 1946—1948 годах возглавлял Радиационную лабораторию, на основе которой в 1948 был организован институт биофизики АМН СССР (в 1948—1951 — директор). В 1943—1952 заведующий Лабораторией биофизики изотопов и излучений АН СССР, на базе которой в 1952 году в Москве был создан Институт биологической физики АН СССР (с 1957 — директор). Член ВКП(б) с 1947 года. Академик АН СССР (1966; член-корреспондент с 1960 года), член-корреспондент АМН СССР (1945)
Умер 10 октября 1976 года в Москве. Похоронен в Пущино (Московская область) недалеко от входа в здание Института теоретической и экспериментальной биофизики Российской Академии наук.
Основные труды по биологическому действию УФ-излучения, биофизике мышечного сокращения, нервного возбуждения. Участвовал в создании первого советского электронного микроскопа.
По инициативе Франка был создан Координационный центр комплексных исследований в области биологической физики. Вице-президент Международной организации по изучению живой клетки при ЮНЕСКО (с 1964). Член Совета Международной организации биофизиков (с 1961 года). Действительный член Международной астронавтической академии (с 1966). Почётный член АН ВНР (1973) и АН ГДР (1975).
Дочь — доктор физико-математических наук Анна Глебовна Франк.

## Награды и премии
- два ордена Ленина (1964; 18.06.1974)
- четыре ордена Трудового Красного Знамени (в т.ч. 10.06.1945; 29.10.1949)
- медали[3]
- Сталинская премия второй степени  (29.10.1949) — за разработку системы мероприятий защиты от радиоактивных излучений.
- Сталинская премия третьей степени  (1951) — за разработку нового метода дефектоскопии металлов
- Государственная премия СССР (1978, посмертно) — за разработку принципов построения автоматизированных сканирующих систем оптической микроскопии, создание и внедрение на их основе комплекса приборов для анализа микрообъектов в научных исследованиях и промышленности

## Увековечение имени

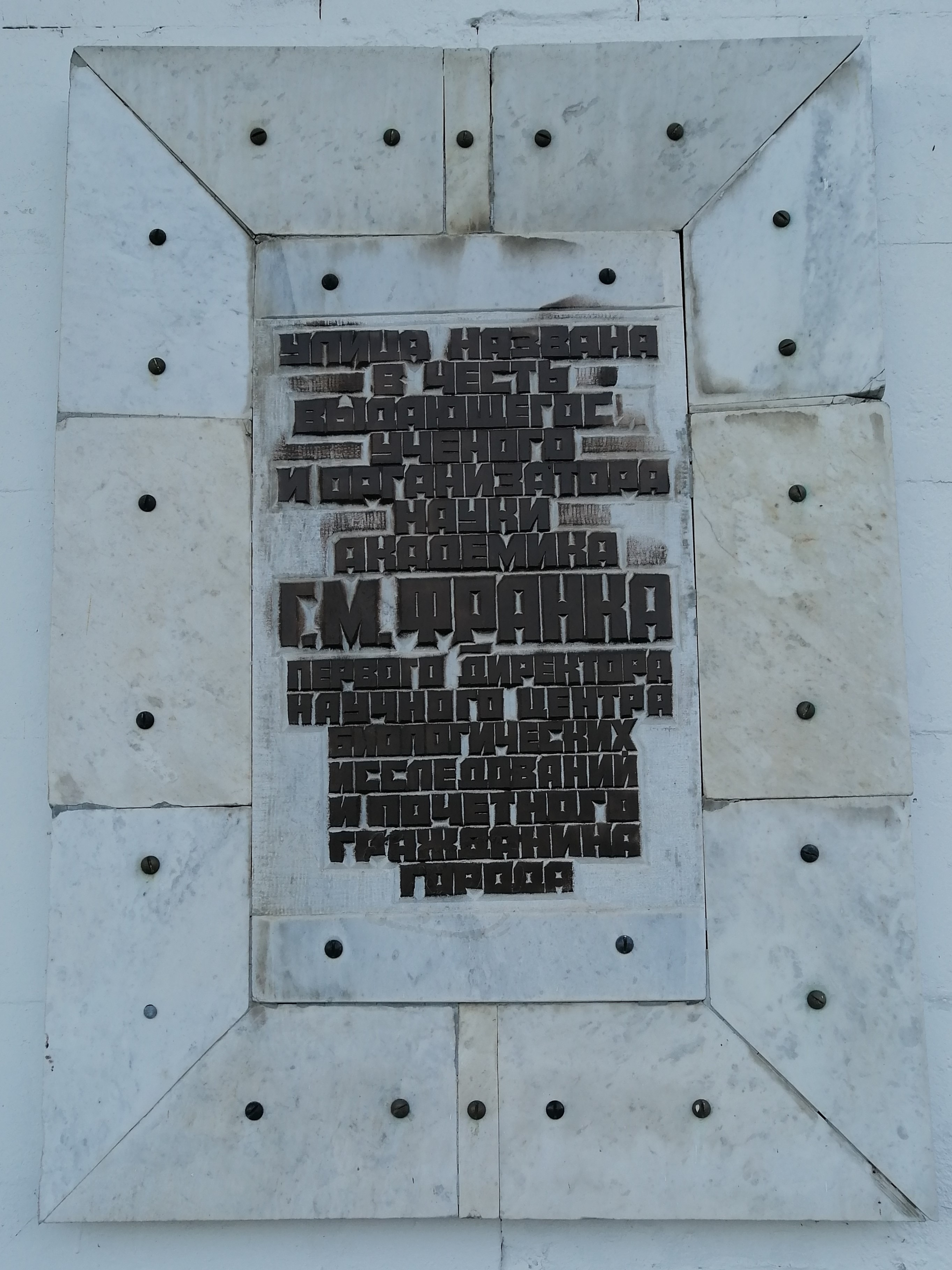
Памятный знак о присвоении улицы имени академика Г.М. Франка.

В г. Пущино одна из улиц названа в честь академика Г.М. Франка

## Из библиографии
- Митогенетические лучи и деление клеток / Папка: Д. [Бажанов], С. Я. Залкинд, Г. М. Франк. — [Москва ; Ленинград : Гос. изд-во], 1930 (М.: тип. «Красный пролетарий»). — 190 с., [2] c. объявл. : ил., черт., граф.; 20х14 см. — (Новейшие течения научной мысли; 30-31).
- Об исследовании быстросовершающихся перемещений веществ в организме с помощью γ-излучающихся изотопов / Г. Габелова, Г. М. Франк. — [Женева] : [б. и.], [1958]. — 16 с., 6 л. ил.; 28 см. — (Вторая Межд. конф. ООН по применению атомной энергии в мирных целях;).
- О некоторых вопросах биофизического анализа радиобиологических эффектов / Г. М. Франк, Н. А. Аладжалова, А. Д. Снежко. — [Женева] : [б. и.], [1958]. — 33 с.; 27 см. — (Вторая Межд. конф. ООН по применению атомной энергии в мирных целях;).
- Физико-химические механизмы биологической подвижности и их моделирование : Докл.-прогноз. — Москва : [б. и.], 1973. — 48 с.; 21 см. — (Прогнозы развития науки/ АН СССР).
- Франк, Глеб Михайлович. Биофизика живой клетки. Избранные труды. — Москва, 1982.

### Редакторская деятельность
- Колебательные процессы в биологических и химических системах : Труды… Всесоюз. симпозиума по колебательным процессам в биол. и хим. системах… / АН СССР. Науч. центр биол. исследований. Науч. совет по проблемам биол. физики. Ин-т биол. физики. — Пущино-на-Оке : [б. и.], 1967-. — 21 см. [Т. 1]: Первого… Всесоюзного симпозиума… 21-26 марта 1966 г. / Отв. ред. акад. Г. М. Франк. — 1967. — 440 с. : ил.
- Современные проблемы машинного анализа биологических структур / Отв. ред. акад. Г. М. Франк. — Москва : Наука, 1970. — 189 с. : ил.; 21 см. — (Проблемы биологической кибернетики/ АН СССР. Науч. совет по комплексной проблеме «Кибернетика». Науч. совет по проблемам биол. физики. Ин-т биол. физики. Ред. коллегия: акад. АН УССР Е. Б. Бабский и др.).
- Математические модели биологических систем : [Сборник статей] / [Отв. ред. акад. Г. М. Франк]. — Москва : Наука, 1971. — 110 с. : ил.
- Руководство по изучению биологического окисления полярографическим методом / [Ред. коллегия: Г. М. Франк (отв. ред.) и др.]. — Москва : Наука, 1973. — 221 с. : ил.

### Научно-популярные
- Жизнь клетки / Акад. Г. М. Франк, В. Г. Астахова. — Москва : Знание, 1967. — 47 с.; 22 см. — (Новое в жизни, науке, технике. 12 серия. Естествознание и религия;